# Olga Tratsevskaya
Olga Tratsevskaya (en ruso: Ольга Трацевская, en bielorruso: Вольга Трацеўская, Volha Tratseuskaya; Minsk, URSS, 25 de marzo de 1975) es una deportista bielorrusa que compitió en remo.
Ganó tres medallas en el Campeonato Mundial de Remo entre los años 1999 y 2001. Participó en los Juegos Olímpicos de Sídney 2000, ocupando el cuarto lugar en la prueba de ocho con timonel.

## Palmarés internacional
| Campeonato Mundial | Campeonato Mundial      | Campeonato Mundial | Campeonato Mundial |
| Año                | Lugar                   | Medalla            | Prueba             |
| ------------------ | ----------------------- | ------------------ | ------------------ |
| 1999               | St. Catharines (Canadá) | Medalla de oro     | Cuatro sin timonel |
| 2000               | Zagreb (Croacia)        | Medalla de oro     | Cuatro sin timonel |
| 2001               | Lucerna (Suiza)         | Medalla de plata   | Dos sin timonel    |